# Mission: Impossible – The Final Reckoning
Mission: Impossible – The Final Reckoning is een Amerikaanse actie-spionagefilm uit 2025, met in de hoofdrol Tom Cruise, die zijn rol als Ethan Hunt opnieuw vertolkt, en geregisseerd en mede geschreven door Christopher McQuarrie. Het is de achtste film in de Mission: Impossible-reeks en de vierde film in de serie geregisseerd door McQuarrie. De film is een rechtstreeks vervolg op Mission: Impossible – Dead Reckoning Part One uit 2023.

## Rolverdeling
| Acteur              | Personage              |
| ------------------- | ---------------------- |
| Tom Cruise          | Ethan Hunt             |
| Hayley Atwell       | Grace                  |
| Ving Rhames         | Luther Stickell        |
| Simon Pegg          | Benji Dunn             |
| Esai Morales        | Gabriel                |
| Pom Klementieff     | Paris                  |
| Henry Czerny        | Eugene Kittridge       |
| Holt McCallany      | Serling                |
| Janet McTeer        | Walters                |
| Nick Offerman       | Generaal Sydney        |
| Hannah Waddingham   | Admiraal Neely         |
| Tramell Tillman     | Kapitein Bledsoe       |
| Angela Bassett      | President Erika Sloane |
| Shea Whigham        | Jasper Briggs          |
| Greg Tarzan Davis   | Degas                  |
| Charles Parnell     | Richards               |
| Mark Gatiss         | Angstrom               |
| Rolf Saxon          | William Donloe         |
| Lucy Tulugarjuk     | Tapeesa                |
| Cary Elwes          | Denlinger              |
| Katy O'Brian        | Kodiak                 |
| Stephen Oyoung      | Pills                  |
| Tomás Paredes       | Hagar                  |
| Paul Bullion        | Shirley                |
| Pasha D. Lychnikoff | Kapitein Koltsov       |
| Tommie Earl Jenkins | Kolonel Burdick        |

## Productie
In januari 2019 kondigde Tom Cruise aan dat de zevende en achtste Mission: Impossible-films "back-to-back" zouden worden opgenomen, waarbij Christopher McQuarrie beide films zou schrijven en regisseren. De plannen werden later in februari 2021 gewijzigd en de film zou niet langer "back-to-back" worden gefilmd met Mission: Impossible – Dead Reckoning Part One. In november 2021 was McQuarrie bezig met het herschrijven van de film. Terugkerende en nieuwe castleden werden kort daarna aangekondigd en Lorne Balfe, die de muziek voor twee eerdere films in de serie componeerde, keerde terug om de film te componeren. De film, oorspronkelijk getiteld Mission: Impossible – Dead Reckoning Part Two, liet in oktober 2023 de ondertitel vallen en de nieuwe titel werd in november 2024 bekendgemaakt.

### Filmopnames
De filmopnames gingen van start in maart 2022 in het Verenigd Koninkrijk waar er werd gefilmd in de Longcross Studios en het Lake District. In december 2022 werd gemeld dat de opnames in het Verenigd Koninkrijk waren voltooid. De crew verhuisde in het voorjaar van 2023 naar Apulië in Italië om verder te filmen aan boord van het vliegdekschip "USS George H.W. Bush". Andere filmlocaties waren onder andere Malta, Zuid-Afrika en Noorwegen. De productie werd in juli 2023 stopgezet vanwege de SAG-AFTRA-staking en hervat in maart 2024, voordat deze in november 2024 werd afgerond.

### Muziek
Op 18 april 2025 werd bevestigd dat niet componist Lorne Balfe, maar zijn voormalig pupil Max Aruj samen met Alfie Godfrey de filmmuziek zal componeren.

## Release en ontvangst
Mission: Impossible – The Final Reckoning ging op 6 mei 2025 in première in Tokio en was ook op 14 mei 2025 te zien op het filmfestival van Cannes buiten competitie. De film werd op 23 mei 2025 in de Amerikaanse bioscopen uitgebracht door Paramount Pictures. De film kreeg overwegend positieve kritieken van de filmcritici, met een score van 80% op Rotten Tomatoes, gebaseerd op 419 beoordelingen.

### Kassaopbrengsten
Mission: Impossible – The Final Reckoning ging in de Amerikaanse bioscopen in première naast Lilo & Stitch met de verwachting van een bruto-opbrengst in het vierdaagse Memorial Day-openingsweekend van 80 miljoen Amerikaanse dollars in 3857 bioscopen. De film bracht uiteindelijk 77 miljoen dollar op in zijn openingsweekend en eindigde daarmee op de tweede plaats aan de kassa. Op 26 mei 2025 had de film, samen met de opbrengst van 127 miljoen dollar in de andere gebieden, een totale opbrengst van 204 miljoen dollar.